# Joan Ferrer i Dòmenech
Joan Ferrer i Dòmenech (Alcover, Ordenat de sacerdot; 1867 - 1934) fou ordenat com a sacerdot i va exercir com a mestre de capella a la catedral d’Urgell.
Va servir a la infanta Isabel de Borbó al palau de La Granja, a Segòvia. Va tenir dos germans, Josep Ferrer i Domènech (Alcover 1880 — Toledo 1936) i Lluís Ferrer i Domènech (Alcover 1882 — Toledo 1936), que també eren sacerdots, organistes i compositors. Lluís, que havia estat alumne de Joan a la Seu d’Urgell, va ser mestre de capella a la catedral de Toledo entre 1929 i 1936. Tots dos germans van ser assassinats durant la guerra civil espanyola (1936 - 1939).